# Список спортсменов года в Словении
Спортсмен года в Словении (словен. Slovenski športnik leta) и Спортсменка года в Словении (словен. Slovenska športnica leta) — ежегодная награда, вручаемая по итогу голосования среди словенских спортивных журналистов. Впервые награда была вручена в 1968 году.

## Победители
| Вид спорта        | Спортсменка        | Год  | Спортсмен         | Вид спорта                  |
| ----------------- | ------------------ | ---- | ----------------- | --------------------------- |
| Лёгкая атлетика   | Марияна Любей      | 1968 | Мирослав Церар    | Спортивная гимнастика       |
| Лёгкая атлетика   | Наташа Урбанчич    | 1969 | Иво Данеу         | Баскетбол                   |
| Лёгкая атлетика   | Наташа Урбанчич    | 1970 | Мирослав Церар    | Спортивная гимнастика       |
| Лёгкая атлетика   | Наташа Урбанчич    | 1971 | Бранко Облак      | Футбол                      |
| Лёгкая атлетика   | Наташа Урбанчич    | 1972 | Данило Пудгар     | Прыжки на лыжах с трамплина |
| Лёгкая атлетика   | Наташа Урбанчич    | 1973 | Винко Еловац      | Баскетбол                   |
| Лёгкая атлетика   | Наташа Урбанчич    | 1974 | Винко Еловац      | Баскетбол                   |
| Теннис            | Мима Яушовец       | 1975 | Боян Крижай       | Горнолыжный спорт           |
| Теннис            | Мима Яушовец       | 1976 | Борут Петрич      | Плавание                    |
| Теннис            | Мима Яушовец       | 1977 | Борут Петрич      | Плавание                    |
| Боулинг           | Люба Ткалчич       | 1978 | Борут Петрич      | Плавание                    |
| Лёгкая атлетика   | Бреда Лоренци      | 1979 | Боян Крижай       | Горнолыжный спорт           |
| Теннис            | Мима Яушовец       | 1980 | Боян Крижай       | Горнолыжный спорт           |
| Горнолыжный спорт | Бояна Дорниг       | 1981 | Борут Петрич      | Плавание                    |
| Горнолыжный спорт | Андрея Лесковшек   | 1982 | Боян Крижай       | Горнолыжный спорт           |
| Лёгкая атлетика   | Лидия Лапайне      | 1983 | Борут Петрич      | Плавание                    |
| Горнолыжный спорт | Матея Свет         | 1984 | Юре Франко        | Горнолыжный спорт           |
| Горнолыжный спорт | Матея Свет         | 1985 | Рок Петрович      | Горнолыжный спорт           |
| Горнолыжный спорт | Матея Свет         | 1986 | Рок Петрович      | Горнолыжный спорт           |
| Горнолыжный спорт | Матея Свет         | 1987 | Боян Крижай       | Горнолыжный спорт           |
| Горнолыжный спорт | Матея Свет         | 1988 | Матьяж Дебелак    | Прыжки на лыжах с трамплина |
| Горнолыжный спорт | Матея Свет         | 1989 | Андрей Еленц      | Гребной слалом              |
| Горнолыжный спорт | Матея Свет         | 1990 | Томо Чесен        | Альпинизм                   |
| Горнолыжный спорт | Наташа Бокал       | 1991 | Франци Петек      | Прыжки на лыжах с трамплина |
| Боулинг           | Марика Кардинар    | 1992 | Раймонд Дебевец   | Стрелковый спорт            |
| Лёгкая атлетика   | Бригита Буковец    | 1993 | Игор Майцен       | Плавание                    |
| Лёгкая атлетика   | Бритта Билач       | 1994 | Юре Кошир         | Горнолыжный спорт           |
| Лёгкая атлетика   | Бригита Буковец    | 1995 | Изток Чоп         | Академическая гребля        |
| Лёгкая атлетика   | Бригита Буковец    | 1996 | Андраж Веховар    | Гребной слалом              |
| Лёгкая атлетика   | Бригита Буковец    | 1997 | Примож Петерка    | Прыжки на лыжах с трамплина |
| Лёгкая атлетика   | Бригита Буковец    | 1998 | Примож Петерка    | Прыжки на лыжах с трамплина |
| Плавание          | Метка Шпаровец     | 1999 | Грегор Цанкар     | Лёгкая атлетика             |
| Горнолыжный спорт | Шпела Претнар      | 2000 | Раймонд Дебевец   | Стрелковый спорт            |
| Лёгкая атлетика   | Аленка Бикар       | 2001 | Андрей Хауптман   | Шоссейный велоспорт         |
| Лёгкая атлетика   | Иоланда Чеплак     | 2002 | Аляж Пеган        | Спортивная гимнастика       |
| Лёгкая атлетика   | Иоланда Чеплак (2) | 2003 | Деян Кошир        | Сноуборд                    |
| Лёгкая атлетика   | Иоланда Чеплак (3) | 2004 | Василий Жбогар    | Парусный спорт              |
| Горнолыжный спорт | Тина Мазе          | 2005 | Митя Петковшек    | Спортивная гимнастика       |
| Лыжные гонки      | Петра Майдич       | 2006 | Матиц Осовникар   | Лёгкая атлетика             |
| Лыжные гонки      | Петра Майдич (2)   | 2007 | Примож Козмус     | Лёгкая атлетика             |
| Плавание          | Сара Исакович      | 2008 | Примож Козмус (2) | Лёгкая атлетика             |
| Лыжные гонки      | Петра Майдич (3)   | 2009 | Примож Козмус (3) | Лёгкая атлетика             |
| Горнолыжный спорт | Тина Мазе (2)      | 2010 | Деян Завец        | Бокс                        |
| Горнолыжный спорт | Тина Мазе (3)      | 2011 | Петер Каузер      | Гребной слалом              |
| Дзюдо             | Уршка Жолнир       | 2012 | Анже Копитар      | Хоккей с шайбой             |
| Горнолыжный спорт | Тина Мазе (4)      | 2013 | Петер Превц       | Прыжки на лыжах с трамплина |
| Горнолыжный спорт | Тина Мазе (5)      | 2014 | Петер Превц (2)   | Прыжки на лыжах с трамплина |
| Горнолыжный спорт | Тина Мазе (6)      | 2015 | Петер Превц (3)   | Прыжки на лыжах с трамплина |
| Дзюдо             | Тина Трстеняк      | 2016 | Петер Превц (4)   | Прыжки на лыжах с трамплина |
| Горнолыжный спорт | Илка Штухец        | 2017 | Горан Драгич      | Баскетбол                   |
| Скалолазание      | Янья Гарнбрет      | 2018 | Лука Дончич       | Баскетбол                   |
| Скалолазание      | Янья Гарнбрет (2)  | 2019 | Примож Роглич     | Шоссейный велоспорт         |
| Лыжные гонки      | Анамария Лампич    | 2020 | Примож Роглич (2) | Шоссейный велоспорт         |
| Скалолазание      | Янья Гарнбрет (3)  | 2021 | Тадей Погачар     | Шоссейный велоспорт         |